# Edward Eliot, 3. hrabě ze St Germans
Edward Granville Elliot, 3. hrabě ze St Germans (Edward Granville Elliot, 3rd Earl of St Germans, 4th Baron Eliot of St Germans) (29. srpna 1798, Plymouth, Anglie – 7. října, Port Eliot, Cornwall, Anglie) byl britský politik a diplomat. Od mládí byl dlouholetým poslancem Dolní sněmovny, uplatnil se také v diplomacii (především ve Španělsku). Po otci v roce 1845 zdědil šlechtické tituly a vstoupil do Sněmovny lordů. Mezitím zastával také úřady v několika vládách, nakonec byl místokrálem v Irsku (1853–1855). Svou kariéru završil jako nejvyšší hofmistr (1857–1858 a 1859–1866).

## Životopis

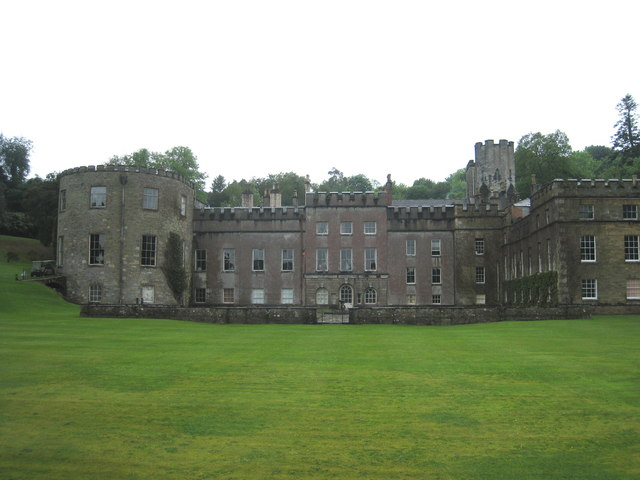
Zámek Port Eliot, hlavní rodové sídlo v Cornwallu od 16. století

Pocházel ze starého šlechtického rodu Eliotů, který od 16. století vlastnil statky v Cornwallu. Narodil se jako jediný syn diplomata Williama Eliota, 2. hraběte ze St Germans (1767–1845), po matce Georgině (1769–1806) byl potomkem rodu Leveson-Gower a vnukem 1. markýze ze Staffordu. Studoval ve Westminster School a na univerzitě v Oxfordu. Kariéru ve státních službách zahájil jako tajemník britského vyslanectví v Madridu (1823–1824). V letech 1824–1832 byl členem Dolní sněmovny a od roku 1823 jako dědic svého otce užíval jméno lord Eliot. V letech 1827–1830 zastával ve vládě funkci lorda pokladu. Poté vstoupil znovu do služeb ministerstva zahraničí, kde byl původně jmenován státním podsekretářem, ale v letech 1834–1837 pobýval znovu v Madridu jako mimořádný vyslanec. Ve Španělsku tehdy probíhala občanská válka (tzv. karlistické války) a Eliot zde sehrál významnou úlohu diplomatického prostředníka, kdy se mu podařilo ukončit válčení mezi znepřátelenými stranami (tzv. Eliotova konvence z roku 1835). V letech 1837–1845 byl znovu poslancem Dolní sněmovny, k vládnímu postu se dostal opět v roce 1841, kdy byl v Peelově vládě jmenován státním sekretářem pro Irsko, zároveň se stal členem britské i irské Tajné rady. Od roku 1841 zastával také čestné posty zástupce místodržitele a smírčího soudce v Cornwallu, kde rodina vlastnila statky. Jako ministr pro Irsko obdržel mimo jiné čestný doktorát na univerzitě v Dublinu (1842). V parlamentu se mimo jiné zabýval problematikou anglikánské církve a prosazoval zřízení diplomatického zastoupení Spojeného království ve Vatikánu.

Erb hrabat ze St Germans

V roce 1845 zdědil po otci rodový majetek a titul hraběte ze St Germans. Opustil Irsko a vrátil se do Anglie, aby převzal rodové statky a zaujal místo ve Sněmovně lordů. Ještě téhož roku se vrátil do vlády ve funkci generálního poštmistra (1845–1846) a v roce 1848 získal Řád lázně. V Aberdeenově koaliční vládě zastával funkci místokrále v Irsku (1853–1855) a v roce 1853 hostil v Dublinu královnu Viktorii. Jako irský místokrál byl zároveň velmistrem Řádu sv. Patrika. V této době se sblížil s královskou rodinou a byl poté poradcem královny Viktorie. Nakonec byl dvakrát lordem nejvyšším hofmistrem (1857–1858 a 1859–1866) a v roce 1857 obdržel také velkokříž Řádu lázně. V roce 1860 doprovázel prince waleského na jeho cestě po USA a Kanadě.
V roce 1824 se oženil s Jemimou Cornwallisovou (1803–1856), dcerou 2. markýze Cornwallise. Měli spolu osm dětí. Nejstarší syn Edward Eliot, lord Eliot (1827–1864) sloužil v armádě, ale zemřel předčasně. Další syn Granville Charles Eliot (1828–1854) padl za krymské války v bitvě u Inkermanu. Dědicem titulů a majetku se stal až třetí syn William Gordon Eliot, 4. hrabě ze St Germans (1829–1881), který v mládí působil v diplomacii. Zemřel bez potomstva a nástupcem se stal další syn Henry Cornwallis Eliot, 5. hrabě ze St Germans (1835–1911), který byl v mládí důstojníkem Royal Navy a poté řadu let pracoval na ministerstvu zahraničí. Nejmladší syn Charles George Eliot (1839–1901) zastával funkce u královského dvora a z jeho potomstva pochází současná linie hrabat ze St Germans.